# Bằng chứng thép
Bằng chứng thép (tựa gốc: Pháp Chứng Tiên Phong, tên tiếng Trung: 法證先鋒, tên tiếng Anh: Forensic Heroes) là một bộ phim truyền hình được phát sóng năm 2006 và là phần đầu tiên trong loạt phim Bằng chứng thép.
Phần tiếp theo của bộ phim là Bằng chứng thép II được sản xuất và chiếu năm 2008 với dàn diễn viên cũ, thêm 2 diễn viên mới là Xa Thi Mạn và Trịnh Gia Dĩnh. 
Phần 3 được chiếu năm 2011 với dàn diễn viên mới (Lê Diệu Tường, Trương Khả Di,..) và có nội dung không liên quan đến 2 phần trước. 
Phần 4 được ra mắt vào năm 2020 với dàn nhân vật mới (Huỳnh Hạo Nhiên, Lý Thi Hoa,...) và có nội dung không liên quan đến 3 phần trước.
Năm 2022, Bằng Chứng Thép 5 trở lại với sự góp mặt của những cái tên tương đối quen thuộc với khán giả TVB như (Huỳnh Tông Trạch, Viên Vỹ Hào, Thái Tư Bối, Thái Khiết,…) và có nội dung không liên quan đến 4 phần trước.

## Diễn viên

### Tổ Trọng Án
| Diễn viên      | Nhân vật        | Ghi chú |
| -------------- | --------------- | --- |
| Mông Gia Tuệ   | Lương Tiểu Nhu  | Madam Lương, Nicole Tổ trưởng Tổ trọng án Thanh tra cấp cao Bạn gái của Cao Ngạn Bác Bạn gái cũ của Cổ Trạch Thâm Chị gái của Lương Tiểu Cương Con của Lương Hưng Long Cháu của Lương Hưng Trung và Trần My |
| Tào Vĩnh Liêm  | Thẩm Hùng       | Thanh tra Cấp dưới của Lương Tiểu Nhu Cấp trên của Lăng Tâm Di, Lưu Tuấn Thạc và Trình Vỹ Thắng |
| Dương Tú Huệ   | Lăng Tâm Di     | Rosie Nhân viên Tổ trọng án Cấp dưới của Thẩm Hùng và Lương Tiểu Nhu Chị họ của Dư Trạch Mĩ |
| Lý Vũ Dương    | Lưu Tuấn Thạc   | Nhân viên Tổ trọng án Cấp dưới của Thẩm Hùng và Lương Tiểu Nhu |
| Lương Liệt Duy | Trình Vỹ Thắng  | Nhân viên Tổ trọng án Cấp dưới của Thẩm Hùng và Lương Tiểu Nhu |
| Dương Anh Vỹ   | Hà Vĩnh Chương  | Chương Ký Nhân viên Tổ trọng án Hi sinh ở tập 14 |
| Âu Thoại Vỹ    | Hoàng Trác Kiên | Sếp Hoàng Thanh tra cấp cao (thay thế Lương Tiểu Nhu tiếp quản Vụ án nhà họ Lương) |
| Huỳnh Lạc Nhi  | Thái Huệ Mĩ     | Amy Nữ cảnh sát Xuất hiện trong Vụ án cưỡng hiếp hàng loạt |
| Triệu Lạc Hiền | Phùng Kiện Quốc | Cảnh sát |
| Hà Tuấn Hiên   | Vương Chí Hoa   | Cảnh sát |

### Tổ Pháp Chứng (bao gồm cả Pháp Y)
| Diễn viên         | Nhân vật                           | Ghi chú |
| ----------------- | ---------------------------------- | --- |
| Âu Dương Chấn Hoa | Cao Ngạn Bác                       | Sếp Cao, Timothy Nhân viên Xét nghiệm cấp cao Chồng cũ của Cổ Trạch Dao Bạn trai của Lương Tiểu Nhu Bạn trai cũ của Lâm Bái Bái Anh rể của Cổ Trạch Thâm Con của Cao Thông |
| Lâm Văn Long      | Cổ Trạch Thâm Cổ Thể Ni (Bút danh) | Sam Bác sĩ Pháp y cấp cao Tác giả tiểu thuyết Bạn trai cũ của Lương Tiểu Nhu Bạn trai của Lâm Thinh Thinh Em trai của Cổ Trạch Dao Em vợ của Cao Ngạn Bác                  |
| Chung Gia Hân     | Lâm Thinh Thinh                    | Nhân viên Tổ pháp chứng Em gái của Lâm Bái Bái Bạn gái của Cổ Trạch Thâm (Cô hy sinh ở tập 04 phần 2 trong một vụ án)                                                      |
| Trịnh Tuấn Hoằng  | Lương Tiểu Cương                   | Nhân viên Tổ pháp chứng Em trai của Lương Tiểu Nhu Con của Lương Hưng Long Cháu của Lương Hưng Trung và Trần My                                                            |
| Quách Thiếu Vân   | Mạc Thục Hoàng                     | Thục Viện, Yvone Nhân viên Tổ pháp chứng Vợ cũ của La Hoa Kiện Bạn của Vivian                                                                                              |
| Vi Gia Hùng       | Chu Đức An                         | Kelvin Nhân viên Tổ pháp chứng |
| Lương Kiện Bình   | Mã Kiện Sinh                       | Victor Nhân viên Tổ pháp chứng |
| Trần Sơn Thông    | Thái Vỹ Dân                        | Man Nhân viên Tổ pháp chứng |
| Trương Tùng Chi   | Trương Quốc Minh                   | Jeff Nhân viên Tổ pháp chứng |
| Triệu Tịnh Nghi   | Trần Mẫn Như                       | Tina Nhân viên Tổ pháp chứng |

## Các vụ án

#### Vụ án sát hại cả gia đình để cướp kim cương
| Diễn viên       | Nhân vật        | Ghi chú                                                                              |
| --------------- | --------------- | ------------------------------------------------------------------------------------ |
| Lê Nặc Ý        | Trần Văn Địch   | Dick Bạn trai của Đàm Lệ Linh Bạn của Trương Gia Lạc                                 |
| Trần Tự Dao     | Đàm Lệ Linh     | Con của Đàm Đức và Phan Huệ Phương Em gái của Đàm Vỹ Thăng Bạn gái của Trần Văn Địch |
| Ngao Gia Niên   | Đàm Vỹ Thăng    | Con của Đàm Đức và Phan Huệ Phương Anh trai của Đàm Lệ Linh                          |
| Trần Vinh Tuấn  | Đàm Đức         | Chồng của Phan Huệ Phương Cha của Đàm Lệ Linh và Đàm Vỹ Thăng                        |
| Trần An Doanh   | Phan Huệ Phương | Vợ của Đàm Đức Mẹ của Đàm Lệ Linh và Đàm Vỹ Thăng                                    |
| Lỗ Văn Kiệt     | Trương Gia Lạc  | Bạn của Trần Văn Địch                                                                |
| Dương Chứng Hoa | Bác sĩ Trần     | Bác sĩ của Đàm Vỹ Thăng                                                              |

#### Vụ án ngược đãi trẻ em và ném gạch
| Diễn viên      | Nhân vật                 | Ghi chú                                 |
| -------------- | ------------------------ | --------------------------------------- |
| Trịnh Tử Thành | Trần Quảng               | Chồng của Quách Diễm Bình               |
| Diêu Lạc Di    | Quách Diễm Bình          | Vợ của Trần Quảng                       |
| Lưu Tĩnh Lâm   | Trần San San             | Con gái của Trần Quảng, Quách Diễm Bình |
| Thẩm Khả Hân   | Cô giáo của Trần San San |                                         |
| Hồ Nặc Ngôn    | Hà Diệu Quang            | Đàn em của Lôi Hữu Quyền                |
| Thiệu Phó Dũng | Lôi Hữu Quyền            | Đại ca của Hà Diệu Quang                |

#### Vụ án của Trạch Dao, vợ của Sếp Cao Ngạn Bác
| Diễn viên       | Nhân vật       | Ghi chú                                                                      |
| --------------- | -------------- | ---------------------------------------------------------------------------- |
| Trần Chỉ Thanh  | Lâm Bái Bái    | Chị gái của Lâm Thinh Thinh Bạn của Cổ Trạch Dao Bạn gái cũ của Cao Ngạn Bác |
| Lưu Cẩm Linh    | Cổ Trạch Dao   | Charlie Vợ của Cao Ngạn Bác Bạn của Lâm Bái Bái                              |
| Cốc Phong       | Cao Thông      | Ba của Cao Ngạn Bác                                                          |
| Lý Lệ Lệ        | Lâm Thể Ngọc   | Y tá của Cổ Trạch Dao Vợ của Từ Điền                                         |
| Dư Tử Minh      | Từ Điền        | Chồng của Lâm Thể Ngọc                                                       |
| Chung Chí Quang | Hà Vỹ Tuấn     | Bác sĩ Hà Bác sĩ phụ trách của Cổ Trạch Dao                                  |
| Cao Tuấn Văn    | Đường Vỹ Xương |                                                                              |
| Huỳnh Lạc Nhi   | Diệp Huệ Mỹ    | Người quen của Cổ Trạch Thâm và Cổ Trạch Dao                                 |

#### Vụ án giết trai làng chơi
| Diễn viên      | Nhân vật           | Ghi chú                                                 |
| -------------- | ------------------ | ------------------------------------------------------- |
| Đường Thi Vịnh | Triệu Tuyết Mẫn    | Mon Con của Dì Khanh Bạn gái của Joe Bạn của Trạch Thâm |
| Thái Kỳ Tuấn   | Đỗ Thiếu Oai (Joe) | Trai làng chơi Bạn trai của Mon, Fanny, Sue             |
| Trần Gia Nghi  | Dì Khanh           | Mẹ của Mon                                              |
| Dương Tư Tư    | Sue                | Bạn gái của Joe Bạn của Fanny                           |
| Thẩm Dĩnh Đình | Fanny              | Bạn gái của Joe Bạn của Sue                             |

#### Vụ án xác chết dưới ống cống (tập 9)
| Diễn viên     | Nhân vật             | Ghi chú |
| ------------- | -------------------- | --- |
| Trần Pháp Lai | Dung Tuệ             | Con gái của Thím Dung Bạn gái của Jeff Bạn của Tiểu Hoa Cấp dưới của Kinh Lý Cháu của Trương Thái và Lâm Ái |
| Lý Tư Tiệp    | Trình Hồng Uy (Jeff) | Bạn trai của Dung Tuệ                                                                                       |
| Dương Na      | Phùng Tiểu Hoa       | Bạn của Dung Tuệ                                                                                            |
| Phùng Tổ Ba   | Thím Dung            | Mẹ của Dung Tuệ Chị của Trương Thái và Lâm Ái                                                               |
| Cổ Minh Hoa   | Hoắc Kinh Lý         | Cấp trên của Dung Tuệ                                                                                       |
| Lý Hải Sanh   | Trương Thái          | Chú của Dung Tuệ Chồng của Lâm Ái Em của Thím Dung                                                          |
| Liêu Lệ Lệ    | Lâm Ái               | Dì của Dung Tuệ Vợ của Trương Thái Em của Thím Dung                                                         |

#### Vụ án cưỡng hiếp hàng loạt
| Diễn viên        | Nhân vật        | Ghi chú                             |
| ---------------- | --------------- | ----------------------------------- |
| Vương Hiền Chí   | Trịnh Hiểu Đông | Giám đốc công ty                    |
| Quách Diệu Minh  | La Hoa Kiện     | Chồng của Vivian Chồng cũ của Yvone |
| Trần Dĩnh Nghiên | Vivian          | Bạn của Yvone Vợ của Hoa Kiện       |

#### Vụ án nhà họ Lương
| Diễn viên     | Nhân vật            | Ghi chú |
| ------------- | ------------------- | --- |
| Vu Dương      | Lương Hưng Long     | Ba của Tiểu Nhu và Tiểu Cương Anh của Hưng Trung                                                                |
| Lý Quốc Lân   | Lương Hưng Trung    | Chồng của Trần My Ba của cô Lương Em của Hưng Long Chú út của Tiểu Nhu và Tiểu Cương Bạn trai của Kim Hải Triều |
| Hàn Mã Lợi    | Trần My             | Vợ của Hưng Trung Mẹ của Vịnh Khiết Thím út của Tiểu Nhu và Tiểu Cương                                          |
| Sầm Bảo Nhi   | Lương Vịnh Khiết    | Con của Hưng Trung và Trần My                                                                                   |
| La Hạo Giai   | Anh Bang            | Tài xế của nhà họ Lương                                                                                         |
| Lý Vỹ Kỳ      | Doãn Thiên Cơ       | Thầy phong thủy của Hưng Trung Bạn trai của Hải Triều                                                           |
| La Quân Tả    | Chu Văn Thâm (John) | Trợ lý gíam đốc của Hưng Trung                                                                                  |
| Tống Chí Linh | Kim Hải Triều       | Bồ nhí của Hưng Trung Bạn gái của Thiên Cơ Diễn viên                                                            |

#### Vụ án phá đồ ở thôn (tập 18)
| Diễn viên        | Nhân vật        | Ghi chú                                                           |
| ---------------- | --------------- | ----------------------------------------------------------------- |
| Lê Tuyên         | Trần Tú Nhàn    | Vợ của Bạch Nê Mẹ của Bạch Vịnh Thiện                             |
| Lưu Giang        | Bạch Nê         | Chồng của Trần Tú Nhàn Ba của Bạch Vịnh Thiện                     |
| Giản Mộ Hoa      | Bạch Vịnh Thiện | Con của Bạch Nê và Trần Tú Nhàn                                   |
| Vương Tuấn Đường | Đắc Thời        | Hàng xóm của Bạch Nê và Trần Tú Nhàn Có xung đột với Trần Tú Nhàn |

#### Vụ án cưỡng hiếp nữ minh tinh (tập 18-19)
| Diễn viên    | Nhân vật     | Ghi chú                                                                     |
| ------------ | ------------ | --------------------------------------------------------------------------- |
| Lạc Ứng Quân | Mạc Vĩ Đồ    | Chú của Mạc Trác Hạo                                                        |
| Dương Minh   | Mạc Trác Hạo | Frankie Cháu của Mạc Vĩ Đồ Bạn thân của Quế Thắng Uy Cưỡng hiếp Dư Trạch Mĩ |
| Trần Khải Di | Dư Trạch Mĩ  | Ella Ngôi sao điện ảnh Em họ của Lăng Tâm Di                                |
| La Quý Phong | Quế Thắng Uy | Paul Bạn thân của Mạc Trác Đồ                                               |

Vụ án tự tử bằng thuốc (Tập 20)
| Diễn viên        | Nhân vật      | Ghi chú                                                                                                 |
| ---------------- | ------------- | --- |
| Trần Dĩnh Nghiên | Hàn Lệ Mẫn    | Vivian Bạn gái của La Hoa Kiện                                                                          |
| Quách Diệu Minh  | La Hoa Kiện   | Chris Luật sư Chồng cũ của Mạc Thục Hoàng Bạn trai và đồng nghiệp của Hàn Lệ Mẫn                        |
| Trịnh Phiên Sinh | Bạch Vĩ Xương | Kẻ trộm Phạm tội trộm cắp ở căn hộ tầng trên căn của Hàn Lệ Mẫn Nhân chứng chứng kiến Hàn Lệ Mẫn tự sát |

#### Vụ án giết người theo tiểu thuyết (tập 21-24)
| Diễn viên         | Nhân vật        | Ghi chú                                                                          |
| ----------------- | --------------- | -------------------------------------------------------------------------------- |
| Đường Thi Vịnh    | Triệu Tuyết Mẫn | Mon Con của Dì Khanh Bạn thân của Cổ Trạch Thâm và Tracy                         |
| Mạch Trường Thanh | Lâm Thiếu Thông | Kenny Chồng cũ của Giang Huẩn Cầm Ba của Lâm Tuấn Kiệt Bạn cũ của Lương Tiểu Nhu |
| Trần Kỳ           | Giang Huẩn Cầm  | Vợ cũ của Lâm Thiếu Thông Mẹ của Lâm Tuấn Kiệt                                   |
| Mạc Khải Khiêm    | Lâm Tuấn Kiệt   | Con của Giang Huẩn Cầm và Lâm Thiếu Thông                                        |
| Lý Tư Hân         | Tracy           | Bạn của Triệu Tuyết Mẫn và Cổ Trạch Thâm                                         |
| Hạ Bình           | Thím Hỷ         | Người cùng phòng trọ của Triệu Tuyết Mẫn                                         |
| Hà Khải Nam       | Lý Quốc Duy     | Con trai của Thím Hỷ                                                             |
| Mạch Gia Luân     | Lương Vỹ Hào    | Bowie Đối thủ trong công ti của Lâm Thiếu Thông                                  |
| Ngũ Văn Sinh      | Miêu Vĩnh Kiều  | Tài xế xe chở hàng Bàn luận trên mạng về tiểu thuyết của Cổ Thể Ni               |
| Chúc Văn Quân     | Bà Tăng         | Hàng xóm của Giang Huẩn Cầm                                                      |
| Châu Gia Di       | Giản Lê Anh     | Maggie Thư kí của Lâm Thiếu Thông                                                |
| Trịnh Thế Hào     |                 | Kẻ trộm tại trung tâm mua sắm                                                    |
| Quách Đức Tín     | Chu Khải Minh   | Chủ tịch câu lạc bộ Khiêu Dương Cấp trên của Triệu Tuyết Mẫn, Tracy              |

#### Vụ án chú hề trả thù (tập 25)
| Diễn viên    | Nhân vật   | Ghi chú                    |
| ------------ | ---------- | -------------------------- |
| Thái Tử Kiện | Tô Chí Văn | Danny Bạn của Tracy Chú hề |

## Giải thưởng
| Năm  | Giải thưởng                                   | Hạng mục                                     | Diễn viên         | Nhân vật       | Kết quả       |
| ---- | --------------------------------------------- | -------------------------------------------- | ----------------- | -------------- | ------------- |
| 2006 | Giải thưởng thường niên TVB                   | Phim hay nhất                                | —                 | —              | Đề cử         |
| 2006 | Giải thưởng thường niên TVB                   | Nam diễn viên chính xuất sắc nhất            | Âu Dương Chấn Hoa | Cao Ngạn Bác   | Đề cử         |
| 2006 | Giải thưởng thường niên TVB                   | Nam diễn viên chính xuất sắc nhất            | Lâm Văn Long      | Cổ Trạch Sâm   | Đề cử         |
| 2006 | Giải thưởng thường niên TVB                   | Nữ diễn viên chính xuất sắc nhất             | Mông Gia Tuệ      | Lương Tiểu Nhu | Đề cử         |
| 2006 | Giải thưởng thường niên TVB                   | Nữ diễn viên chính xuất sắc nhất             | Chung Gia Hân     | Lâm Đinh Đinh  | Đề cử         |
| 2006 | Giải thưởng thường niên TVB                   | Nam nhân vật truyền hình được yêu thích nhất | Lâm Văn Long      | Cổ Trạch Sâm   | Đề cử         |
| 2006 | Giải thưởng thường niên TVB                   | Nữ nhân vật truyền hình được yêu thích nhất  | Mông Gia Tuệ      | Lương Tiểu Nhu | Đề cử         |
| 2006 | Giải thưởng thường niên TVB                   | Nữ nhân vật truyền hình được yêu thích nhất  | Chung Gia Hân     | Lâm Đinh Đinh  | Đề cử         |
| 2006 | Giải thưởng thường niên TVB                   | Nam diễn viên phụ xuất sắc nhất              | Tào Vĩnh Liêm     | Thẩm Hùng      | Đề cử         |
| 2006 | Giải thưởng thường niên TVB                   | Nam nghệ sĩ tiến bộ nhất                     | Tào Vĩnh Liêm     | —              | Đề cử         |
| 2006 | Giải thưởng thường niên TVB                   | Nữ nghệ sĩ tiến bộ nhất                      | Chung Gia Hân     | —              | Đoạt giải     |
| 2006 | Giải thưởng thường niên TVB                   | Nữ nghệ sĩ tiến bộ nhất                      | Dương Tú Huệ      | —              | Đề cử         |
| 2006 | Giải thưởng thường niên TVB                   | Nữ nghệ sĩ tiến bộ nhất                      | Đường Thi Vịnh    | —              | Đề cử (Top 5) |
| 2006 | Giải thưởng thường niên TVB                   | Chương trình tuyên truyền hay nhất           | —                 | —              | Đề cử         |
| 2007 | Giải thưởng truyền hình Astro Hoa Lệ Đài 2007 | Phim truyền hình được yêu thích nhất         | —                 | —              | Đoạt giải     |
| 2007 | Giải thưởng truyền hình Astro Hoa Lệ Đài 2007 | Nam diễn viên chính được yêu thích nhất      | Âu Dương Chấn Hoa | Cao Ngạn Bác   | Đề cử         |
| 2007 | Giải thưởng truyền hình Astro Hoa Lệ Đài 2007 | Nhân vật truyền hình TVB được yêu thích nhất | Âu Dương Chấn Hoa | Cao Ngạn Bác   | Đề cử         |